# Lettische Akademie der Wissenschaften
Lettische Akademie der Wissenschaften (lettisch Latvijas Zinātņu akadēmija, kurz LZA) ist die höchste wissenschaftliche Institution Lettlands. Über 300 lettische und internationale Wissenschaftler in den Naturwissenschaften, Ingenieurwissenschaften, Sozial- und Geisteswissenschaften sind Mitglieder. Die Institution wird vom Staat finanziert und unterstützt. Das vom Architekten Osvalds Tīlmanis entworfene Hauptgebäude war als Kultur- und Wissenschaftspalast 1961 ein Geschenk der Sowjetunion. Es gilt mit 21 Stockwerken als erstes Hochhaus Lettlands.

## Tätigkeiten
Die Aufgabe der Akademie ist es, zu forschen und Gutachten zu erstellen, damit den nächsten Generationen das Wissen über die nationale Kultur, Sprache, Folklore, Literatur sowie soziale und wirtschaftliche Erfahrungen vermittelt wird. Die Akademie führt Sitzungen und Vollversammlungen durch. Es werden Auszeichnungen und Stipendien vergeben. Bei der wissenschaftlichen Arbeit in den verschiedenen Abteilungen stehen aktuelle lettische wissenschaftliche und kulturelle Probleme im Vordergrund.

## Geschichte
Nach der Unabhängigkeit Lettlands 1918 kam es trotz Debatten und Vorarbeiten nicht zur Gründung einer Wissenschaftsakademie.
Die Akademie der Wissenschaften der Lettischen SSR wurde am 14. Februar 1946 gegründet. Damals bestanden 3 Büros und 12 Forschungseinrichtungen. Zu den ersten Mitgliedern gehörten  Jānis Endzelīns (Linguistik), Pēteris Nomals (Spezialist für Sumpfgebiete), A. Kalniņš (Forstwissenschaften), Pauls Stradinš (Medizin), Augusts Kirhenšteins (Mikrobiologie), A. Krūmiņš und E. Štālbergs (Architektur), Paulis Lejiņš (Landwirtschaft) und Andrejs Upīts (Literatur). 5 der 13 ersten Vollmitglieder waren Mitglied in der kommunistischen Partei. Teilweise waren auch emigrierte Wissenschaftler vertreten. In den 1950er Jahren erfolgten einige „politische Säuberungen“, um den Einfluss der Partei sicherzustellen. 1988 hatte die Akademie 8090 Angestellte und war mit führend auf den Gebieten Umwelt und exakte Wissenschaften.
Die Akademie veröffentlicht seit 1989 die Zeitschrift Zinātnes Vēstnesis. Im Jahr 1990 erfolgte die Umbenennung in den heutigen Namen. Mit der erneuten lettischen Unabhängigkeit änderte sich auch die Personalbesetzung der Akademie: Die führenden Positionen wurden durch Letten besetzt. Seit dem 14. Februar 1992 hat die wissenschaftliche Gesellschaft eine neue Charta und Status. Die Lettische Akademie der Wissenschaften ist Mitglied im Internationalen Wissenschaftsrat (ICSU) und der All European Academies (ALLEA). Die Verabschiedung des Gesetzes „Über die wissenschaftliche Tätigkeit“ 2007 beendete die Reorganisationsprozesse der Lettischen Akademie der Wissenschaften.

## Gliederung
Die Akademie hat 100 akademische  Vollmitglieder, 50 korrespondierende Mitglieder, 50 Ehrenmitglieder und 100 ausländische Mitglieder. Als Teil der Lettischen Akademie der Wissenschaften besteht unter der Leitung von Prof. N. Balabkin eine Auslandsniederlassung in New York. Präsident der Lettischen Akademie der Wissenschaften ist Juris Ekmanis.
Organe der Akademie:
- Senat der Lettischen Akademie der Wissenschaften (LZA Senats)
- Präsidium der Lettischen Akademie der Wissenschaften (LZA Prezidijs)
- Verwaltung der Lettischen Akademie der Wissenschaften (LZA Valde)
- Aufsichtsrat der Lettischen Akademie der Wissenschaften (LZA Uzraudzības padome)

Zudem besteht ein Rat, der über die Verleihung von Auszeichnungen und Ehrungen entscheidet.

## Wissenschaftliche Abteilungen
- Physikalisch-technische Abteilung
- Abteilung Chemie, Biologie und Medizin
- Abteilung Geistes- und Sozialwissenschaften
- Abteilung Landwirtschaft und Forstwirtschaft
- Wissenschaftliches, technologisches Forschungszentrum
- Kommission für Terminologie
- Zentrum für europäische Programme

## Auszeichnungen und Preise
- Große Medaille der Lettischen Akademie der Wissenschaften
- Preis für junge Wissenschaftler
- Friedrich-Zander-Preis für Technik und Mechanik (F. Candera balva)
- Ludvigs-und-Māris-Jansons-Preis für junge Physiker (Ludviga un Māra Jansonu balva)
- Jährlicher Preis des Unternehmens «Grindex»
- Wissenschaftler-Preis der Brauerei «Aldaris»
- Eižens-Āriņš-Preis für Informatik (Eižena Āriņa balva)
- Walter-Zapp-Preis für Erfindungen (Valtera Capa balva)

## Ehemalige Vorsitzende
- Paulis Lejiņš
- Kārlis Plaude
- Aleksandrs Mālmeisters
- Bruno Puriņš
- Jānis Stradiņš